# 豐臣氏

「太閤桐」（豊臣秀吉定紋）

豐臣氏是安土桃山時代時授與掌握政權的關白羽柴秀吉的姓氏。
當時公卿的姓有源平藤橘（源氏、平氏、藤原氏、橘氏）以及可以與之相匹敵的新姓菅原氏、賀茂氏、大江氏等，而朝廷則在1586年時下賜給秀吉豐臣朝臣的氏姓（本姓）。
對照明智光秀等人當初賜九州名族的苗字，豊臣此朝臣姓，也與九州島有關，大宰府所在地豊後國，在律令制前即為豐國，豐臣秀吉死後其主祀神社，亦為豐國神社。
有說法「豐臣」（とよとみ）姓是取自於聖德太子的本名「豐聰耳」（豊聡耳／とよとみみ）。

## 豊臣氏的誕生
秀吉是下层阶级的出身没有氏和姓，但是根据授予官位的家系出身要求，就自称为平氏，这被认为是模仿了主公织田信长。比如《公卿补任》的天正11年（1583年）中第一次记载为“从四位下参议”之后，直到成为关白之前的天正13年（1585年）的“正二位内大臣”为止，其姓名始终被写作「平秀吉」。之后，天正13年（1585年）7月，在关白任命时成为前关白近衛前久的猶子，氏由平改为藤原。天正14年后，秀吉将其改为“豐臣”。由秀吉祐笔大村由己撰写的《任官之事》（别名《関白任官記》）中，秀吉说“继承旧姓如踏鹿牛陈迹”，拒绝沿袭前例，而要创立新姓滥觞。
具体的改姓时间，从局务押小路家流传出来的《押小路家文书》中记录“请求以藤原姓改为丰臣姓”的秀吉的上奏文以及天正13年（1585年）9月9日许可改姓的宣旨。但是在《公卿补任》天正14年（1586年）的一项中，关于「藤秀吉」（藤原秀吉）的记载，注上了“——改藤原姓为丰臣姓”，“——”是“时间不明”的意思，据此，改姓应在天正14年（1586年）之后。在《公卿补任》中，秀吉成为「豐秀吉」（丰臣秀吉）是从天正15年（1587年）开始的。

## 丰臣姓下賜
作为代替藤原摄关家的而创始的丰臣姓，在官位任命中享有特权。秀吉广泛地赐予家臣、陪臣丰臣姓或羽柴氏。所有的官位叙任全凭丰臣秀吉的意志，如果秀吉口头告知官位任命的话，当场就能正式上报。
以一介平民出身而沒有一門眾家臣團的秀吉，賜給有力家臣與大名豐臣朝臣的氏姓和羽柴的苗字，使大名們要自稱為豐臣朝臣羽柴何某，達到類似自己一族的效果（江戶幕府時代，許多大名是德川氏與松平氏出身，豐臣政權可以與之做對照）。
後來德川氏穩定霸權的過程中，允許當初被賜豐臣朝臣、羽柴氏的大名們，可以捨棄這個姓。江戶時代還以豐臣朝臣為本姓的大名家，只有秀吉夫人北政所（寧寧）娘家木下氏。木下氏在明治維新後因為本姓與苗字合一的法令，必需只能使用其中一個姓，至此豐臣氏不復存在，現今豐臣姓的日本人基本上是崇拜秀吉才改的。
村川浩平的《羽柴氏下賜与豊臣姓下賜》中的《豊臣姓一览表》，同《天正・文禄・慶長期、武家叙任と豊臣姓下賜》中按年代顺序排列了被赐者。另外豊臣秀吉、豊臣吉子（高台院）、豊臣秀頼3人不包含在表中，经常被认为自称豊臣姓的佐竹义宣、里见义康、鸟居忠政、山口正弘，村川认为其可信度较低也不列出。
| 下賜年 | 受赐丰臣姓者 |
| ------ | --- |
| 1586   | 豐臣秀長、豐臣秀次、宮部長煕、雀部重政、溝口秀勝、井伊直政、榊原康政、高力清長、大久保忠隣 |
| 1587   | 宇喜多秀家、森忠政 |
| 1588   | 羽柴秀勝、木下勝俊、結城秀康、稻葉貞通、池田輝政、織田長益、織田信秀、蒲生氏鄉、京極高次、筒井定次、丹羽長重、長谷川秀一、蜂屋賴隆、細川忠興、堀秀政、前田利家、前田利長、毛利秀賴、波多親、大友義統、最上義康、上杉景勝、立花宗茂、龍造寺政家、吉川廣家、小早川隆景、毛利輝元、粟屋元貞、堅田元慶、口羽春長、国司元藏、島津義弘、林就長、福原元俊、穂田元清、三浦元忠、渡邊長、直江兼續、赤川元房、色部長真、萩田長茂 |
| 1589   | 鍋島直茂、内藤政長、大友義述、大宝寺義勝、毛利秀包、粟屋元吉、児玉元次、出羽元藏、平佐元貞、鍋島勝茂、須田滿親 |
| 1590   | 富田知信、朽木元綱、堀秀治、之孝、忠長 |
| 1591   | 小早川秀秋、豐臣秀保、駒井重勝、堀親良、東義久、宣武、吉勝 |
| 1592   | 浅野長政、福智政直、柴田勝政、松野重元、毛利秀元、佐野信吉、成直 |
| 1593   | 石田正澄、前田利政、山中長俊、柳澤元政 |
| 1594   | 長束直吉、今枝重直、戶田重治、津田重久、加藤貞泰、中川秀成、生駒直勝、上田重安、宇都宮国綱、真田信繁、政春、直正、満一 |
| 1595   | 小笠原秀政、奥平家昌、内藤清成、松井康重、三浦重成、二宮就辰、毛利元康、宍戸元次 |
| 1596   | 小出秀政、宮城定勝、田丸直昌、富田景政、山高親重、永井直勝、伊達秀宗、阿部正勝、毛利元政、平賀元相、榎本元吉、熊谷元直、益田元祥、關一政、宗信、土佐守政長 |
| 1597   | 福原長成、吉田忠文、佐久間政實、寺西是成、分部光嘉、水野忠重、徳川秀忠、五島玄雅、宇喜多秀徳、石川三長、伊賀守政長、長治、賢忠、宗保、盛吉、長則 |
| 1598   | 平野長泰、武吉（村上武吉） |
| 1599   | 伊東祐兵、大村喜前、相良賴房、大須賀忠政、毛利秀就、元次、重成 |
| 1600   | 有馬慶氏、忠能 |
| 1602   | 福島正則、吉田保三 |
| 1603   | 加藤清正、蜂須賀至鎮、生駒一政、山内一豐 |
| 1604   | 堀尾吉晴 |
| 1605   | 片桐且清、津田正勝、佐佐正重、池田利隆、吉元 |
| 1606   | 加藤清孝 |
| 1612   | 寺沢忠晴、松浦隆信 |
| 1614   | 片桐孝利、速見則守、大野賴直、土橋景明 |
| 不明   | 青山宗勝、生駒利豐、稻葉典通、奥村永福、片桐且元、 木下家定、来島通總、前田秀則 |

## 氏族豐臣氏的歷史
氏族的豐臣氏，即指秀吉的兄弟姊妹與他們子孫所結合的一族，也就是以下列出的人們：
- 大政所（母）
- 木下彌右衛門（瑞龍院、秀吉之父）
- 竹阿彌（秀長、旭姬之父）

- 瑞龍院（長女）
  - 豐臣秀次（秀吉的養子）
  - 豐臣秀勝（秀吉的養子）
  - 豐臣秀保（秀長的養子）
- 豐臣秀吉（長男）
  - 豐臣鶴松（夭折）
  - 豐臣秀賴
    - 豐臣國松（處死）
    - 天秀尼
- 豐臣秀長（次男）
- 旭姬（次女）

秀吉只有以上少數的親人，弟弟秀長是大和國郡山城主100萬石，外甥秀次是近江國八幡城主43萬石、養子秀勝是丹波國龜山城主，親生兒子鶴松則是原本預定為繼承人。但在1590年至1595年天下統一之間，弟弟、養子、親生子以及繼承秀長的秀保竟然都相繼死去了。
老來喪子的秀吉心灰意冷決定以外甥秀次當繼承人，為了確保繼承地位並於1591年將關白及豐臣家督之位讓給他。秀吉讓出權位後卻又自稱地位更高的“太閤”，依然掌握豐臣家的直轄領與軍權。1593年時，秀吉再次意外得子秀賴，也因繼承權問題秀吉與秀次產生對立矛盾。1595年，秀吉先將秀次流放到高野山，再命秀次切腹自殺，又將他的妻妾子女共三十九人在京都三條河原處死，連未過門的媳婦（駒姬）都被下令處決。從此二重政權消除，豐臣政權再次歸於秀吉，而且為了政權的正統性，關白一職便從豐臣家完全消失了。豐臣家督之位因秀賴年幼，先暫由太閣秀吉掌管，因此在秀次被處死到秀賴繼承家督之位，總共有四年的時間，豐臣政權是沒有家督的情形。
1598年秀吉過世前，他將豐臣直屬政權託付給五奉行，國家政權託付給五大老，其中以德川家康實力最大，在1600年的關原之戰時擊倒石田三成等豐臣政權擁護派的諸大名，建立霸權。家康在1603年時就任征夷大將軍，創立江戶幕府，並在1605年時將將軍之位傳給其子德川秀忠，以確立德川政權的正統性，而豐臣氏的政權從此消失。
德川政權確立初期，德川家康依然以五大老之長的身分向豐臣秀賴稱臣。1614年冬德川家康發起大坂冬之陣，並且在第二年的大坂夏之陣時攻下大坂城，秀賴與其母淀殿被迫自殺。諷刺的是秀賴之子國松在慶長二十年五月二十三日（1615年6月19日）在京都三條河原被處死，於是由秀吉一手興起的豐臣氏正式宣告滅亡。

## 外部連結
- 豊臣氏（页面存档备份，存于）